# شلیوینه (استان ماسوویان)
شلیوینه (به لهستانی:  Śliwiny) یک روستا در لهستان است که در گمینا رازانوو (شهرستان بیاووبژگی) واقع شده‌است.